# Connie Sue Highway
Der Connie Sue Highway ist eine Outback-Piste im Südosten des australischen Bundesstaates Western Australia. Er verbindet die Trans Access Road (Servicestraße der Transaustralischen Eisenbahn) in Rawlinna mit der Great Central Road in der Aborigines-Gemeinde von Warburton.

## Geschichte
Len Beadell, ein australischer Landvermesser, wurde von der Regierung mit der Suche nach einem geeigneten Testgelände für Atomwaffen betraut, das er schließlich mit Woomera fand. Bei der Erforschung des Grenzgebietes zwischen Western Australia, South Australia und dem Northern Territory ließ er verschiedene Outback-Pisten anlegen, die er nach seiner Crew und verschiedenen Familienmitgliedern benannte.
So entstand Anfang der 1960er-Jahre zunächst der Gunbarrel Highway und später der Anne Beadell Highway (nach seiner Frau benannt), der Connie Sue Highway (1962, nach seiner Tochter benannt) und der Gary Highway (nach seinem Sohn benannt).

## Verlauf
Der Connie Sue Highway zweigt in Rawlinna von der Trans Access Road, die nicht öffentlich zugänglich ist, nach Norden ab. Nach Süden gibt es eine 144 km lange Piste, die beim Cocklebiddy Motel auf den Eyre Highway (N1) trifft. Auf seinem Weg nach Norden durchquert der Connie Sue Highway die Nullarbor Plain und die Große Victoria-Wüste. Er erschließt verschiedene Schafzuchtstationen und Aboriginesgemeinden. Direkt an der Piste liegt Premier Downs, wo nach Osten eine Piste zum Reservat Yurrannia abzweigt. 93 km weiter nördlich gibt es eine Piste zum Naturreservat Plumridge Lakes westlich der Route und weitere 40 km weiter zweigt eine Straße zur Aboriginesgemeinde Tjuntjuntjarra nach Osten ab. An dieser Stelle tritt der Connie Sue Highway in die Große Victoria-Wüste ein.
163 km nördlich dieses Abzweiges ist Neale Junction (im gleichnamigen staatlichen Schutzgebiet) erreicht, wo der Anne Beadell Highway kreuzt. Der Connie Sue Highway zieht weiter nach Norden und quert das Yapuparra-Reservat der Aborigines, bevor er in Warburton in der Central Reserve die Great Central Road und damit sein Ende erreicht.

## Straßenzustand, Treibstoff und Genehmigungen

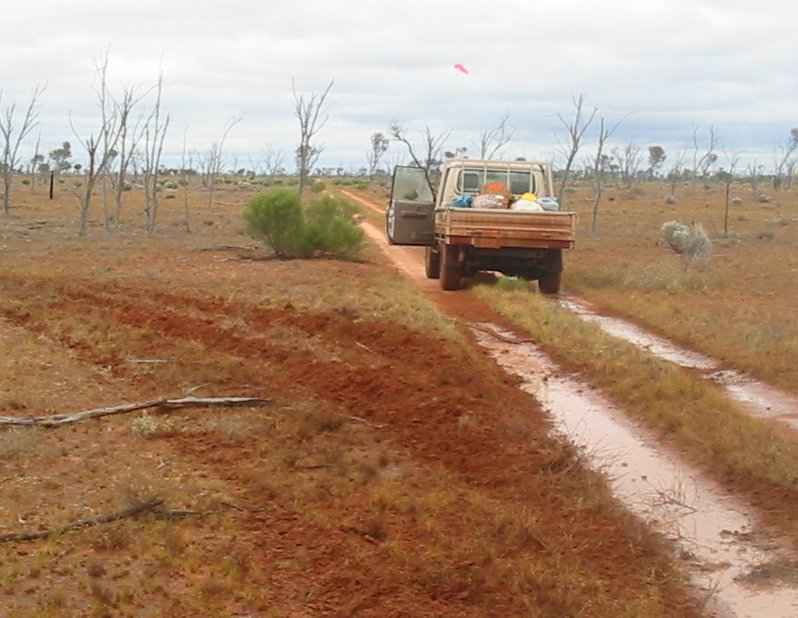
Nach heftigen Regenfällen

Die unbefestigte Straße führt durch ein sehr abgelegenes Gebiet ohne Wasser, Nahrungsmittel und Treibstoff. Die einzige Tankmöglichkeit besteht in Warburton oder im Süden am Eyre Highway in Caiguna oder Cocklebiddy. Für die Reise benötigt man ein Allradfahrzeug. Die Durchfahrt dauert damit bei guten Bedingungen etwa vier Tage.
Für die Durchquerung des Ngaanyatjarra-Gebietes benötigt man eine Genehmigung (Permit), die kostenfrei beim Department of Indigenous Affairs erhältlich ist.